# Pakistan Ordnance Factories
Пакистанські збройові заводи (англ. Pakistan Ordnance Factories) — оборонно-промислова компанія Пакистану, підпорядкована Міністерству оборони. Основний постачальник озброєння для армії Пакистану. Компанія створена у 1951 році, її штаб-квартира і головний завод розташована у кантонменті Вах. 
Компанія належить Міністерству оборонної промисловості, корпоративне керівництво призначає Генеральний штаб збройних сил Пакистану.  POF є найдавнішою і однією з найбільших військових корпорацій Пакистану і вплинула на багато інших таких підприємств.  Вона розробляє і виготовляє широкий спектр різних типів піхотної зброї, вибухівку, боєприпаси, міномети, ракети та інше військове спорядження для збройних сил Пакистану.  Окрім військової сфери, POF також обслуговує цивільні правоохоронні органи, цивільні збройні сили та ринки приватної безпеки по всій країні. 
POF є розгалуженим комплексом із чотирнадцяти виробничих одиниць і шести дочірніх компаній, які виробляють звичайну зброю та боєприпаси. Також компанія об'єднує 12 дочірніх компаній, які працюють у секторах, пов'язаних із озброєнням, але також орієнтуються на цивільний ринок: Wah Industries, Wah Brass Mill, Wah Nobel Acetates, Welfare Packages Factory, Wah Nobel Chemicals, Wah Nobel Detonators, Wah Nobel, Hi-Tech Plastic, Shot Gun Ammunition Factory, Packaging Factory, Wah Gezhouba, Wah Construction. 

## Історія
Під час свого колоніального панування британці побудували у Британському Раджі шістнадцять збройових заводів, більшість із яких успадкувала Індія. Протягом чотирьох місяців після здобуття незалежності Пакистану його перший прем'єр-міністр Ліакат Алі Хан видав директиву щодо створення збройового заводу у співпраці з британським Королівським збройовим заводом для виробництва гвинтівок калібру 0,303. У грудні 1951 року другий прем'єр-міністр Пакистану Ходжа Назімуддін урочисто відкрив перші чотири майстерні POF у кантоменті Вах (45 км від Ісламабаду). 

## Продукція
POF виробляє близько 70 основних найменувань продуктів для постачання армії , флоту та авіації Пакистану . Основна продукція включає автоматичні гвинтівки, пістолети, легкі/середні/важкі кулемети; широкий асортимент боєприпасів, військові та комерційні вибухові речовини тощо. 

### Піхотна зброя
Пістолети: POF-X, POF-4, POF-5 (калібр 9 мм)
Пістолети-кулемети: Heckler & Koch MP5 (калібр 9 мм, виготовляються за ліцензією у варіантах MP5A2, MP5P3, PK1)
Штурмові гвинтівки:
- Heckler & Koch G3 (калібр 7,62×51 мм, виготовляються за ліцензією у варіантах G3A3, G3P4)[8]
- BW-20 — власна розробка на основі G3, калібр 7,62×51 мм [9]
- PK-18 — власна розробка на основі ArmaLite AR-10A, калібр 7,62×51 мм [10]
- PK-21 — ліцензійна копія АК-103, калібр 7,62×39 мм [10]

Спортивні гвинтівки: G3A3, G3S, G3P4 — цивільні напівавтоматичні версії Heckler & Koch G3, калібр 7,62×51 мм 
Снайперські гвинтівки:
- PSR-90 — снайперська гвинтівка калібру 7,62×51 мм на основі Heckler & Koch MSG90
- Azb DMR MK1 — марксменська гвинтівка калібру 7,62×51 мм
- LSR — снайперська гвинтівка з ковзним затвором, калібр .308 Winchester [11] [12]
- .308 Win Sporter (спортивно-мисливська снайперська гвинтівка)

Кулемети:
- MG3 — єдиний кулемет калібру 7,62×51 мм, виготовляється за ліцензією
- Type 54P (варіант ДШК) — важкий кулемет калібру 12,7×108 мм, виготовляється за ліцензією
- HMG PK-16 –– модифікований Type 54P [13]

POF Eye — індивідуальна зброя спеціального призначення, яка може стріляти з-за рогу (подібна за концепцією до CornerShot). Вперше представена на міжнародній оборонній виставці IDEAS 2008. Розроблена для сил спеціального призначення, зокрема для боротьби з тероризмом і операцій з порятунку заручників. Ця зброя дозволяє користувачеві бачити та атакувати озброєну ціль, не наражаючись на загрозу вогню у відповідь.

### Боєприпаси
Для авіації та ППО: 12,7×99 мм НАТО, 12,7×108 мм, 14,5×114 мм, 20 mm Phalanx, 23 мм, 30 мм, 35 мм, 37 мм, 57 мм, а також бомби HE AC вагою 250 і 500 кг
Танкові та протитанкові: 40-мм для РПГ-7, 73 мм для СПГ-9, 100 мм, 105 мм, 106 мм, 125 мм; вольфрамові головні частини й стрижні.
Гаубичні снаряди: 88 мм, 105 мм, 122 мм, 130 мм, 155 мм, 203 мм.
Мінометні постріли, в тому числі димові та освітлювальні: 60 мм, 81 мм, 120 мм
Протичовнові боєприпаси: глибинні бомби Mark II Mod 3
Ракети: 122 мм Yarmuk
Пропеленти: для снарядів, ракет, патронів; вибухові речовини
Гранати: осколкові Arges Type HG 84, димові гранати P3 MK1; детонатори та капсулі
Патрони: 9×19 мм Парабелум, 5,56×45 мм НАТО, 7,62×39 мм, 7,62×51 мм НАТО, 7,62×54 мм R, рушничні патрони Shaheen 12 калібру

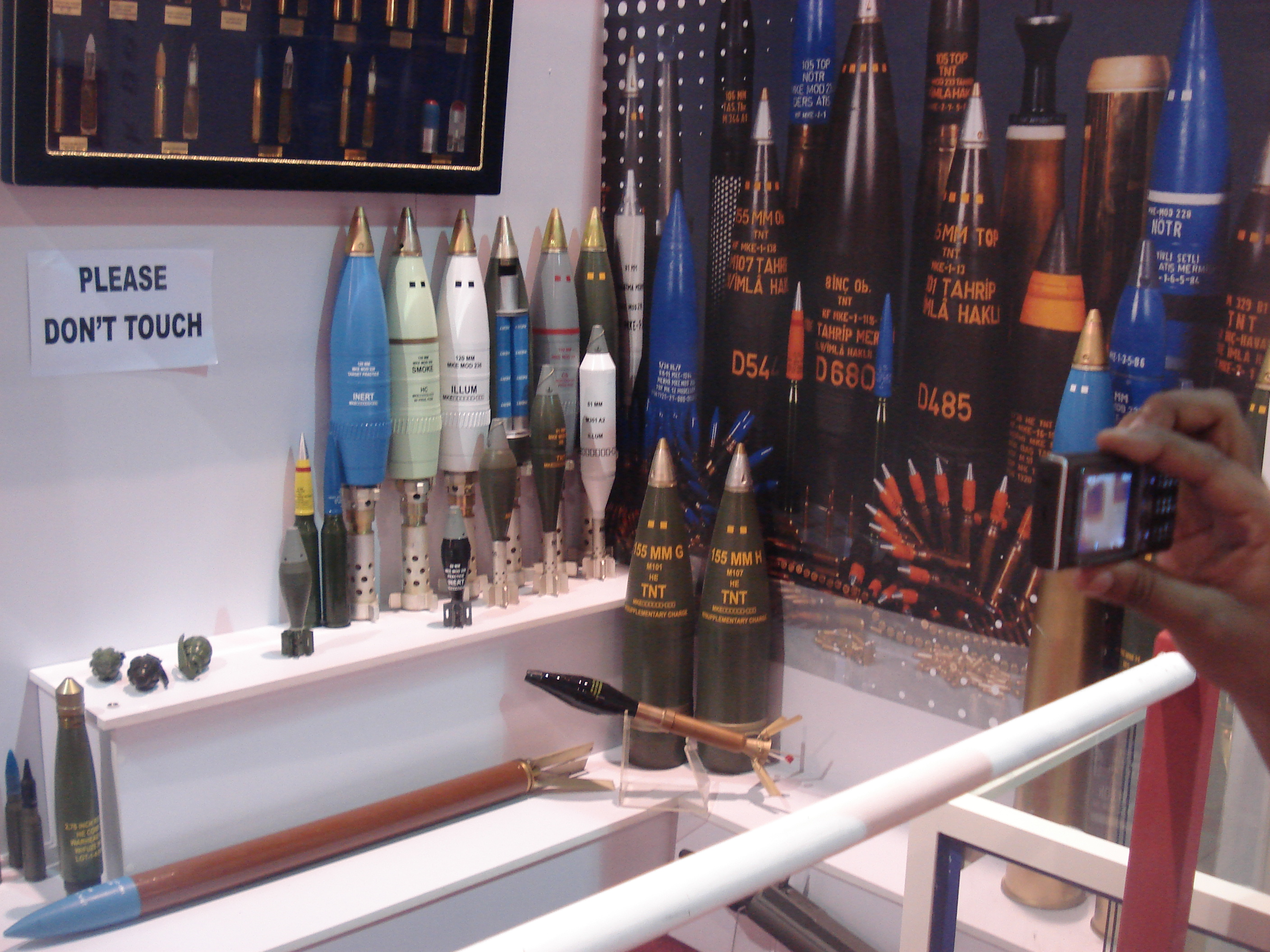
Різноманітні боєприпаси POF на оборонній виставці IDEAS 2008 у Карачі, Пакистан.
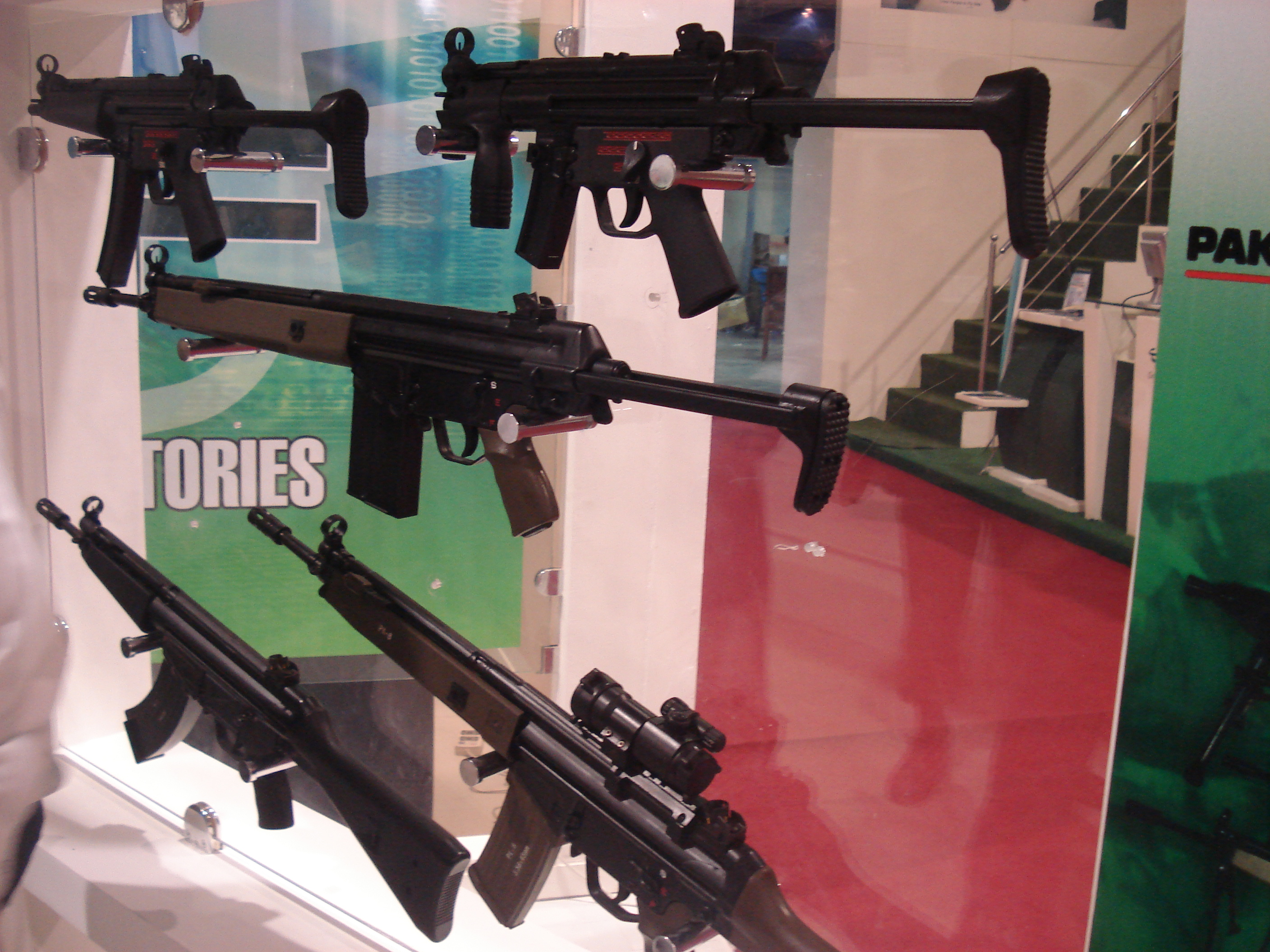
HK MP5 і HK G3 у варіантах POF. Карачі, 2008.
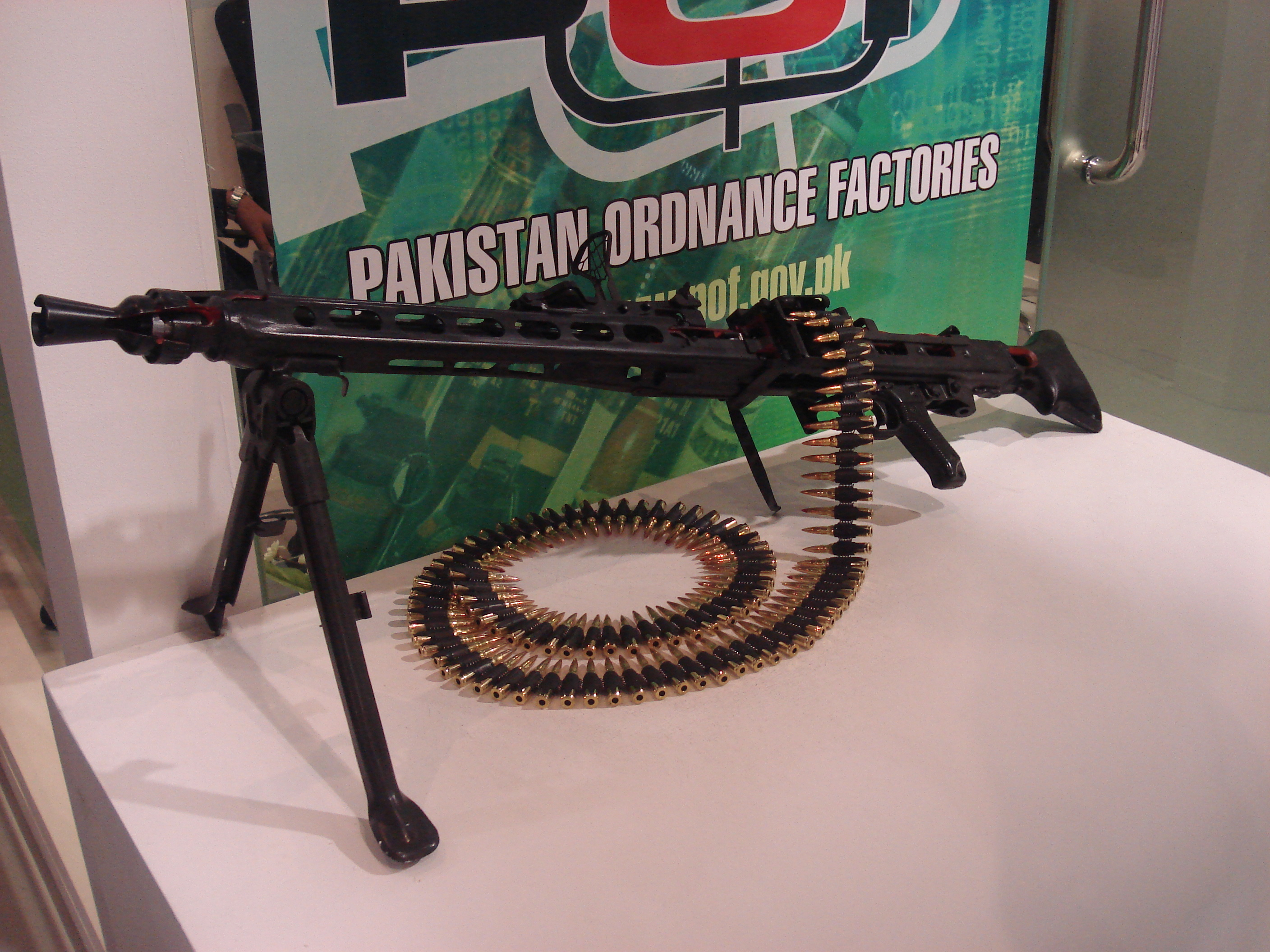
MG 3, виготовлений POF за ліцензією. Карачі, 2008.

## Експорт
Окрім збройних сил Пакистану, продукція POF знаходиться на озброєнні більш ніж у 40 країнах Європи, Африки, Азії, Близького Сходу та Америки. Боєприпаси та гвинтівки експортувалися до військових установ таких країн, як Ірак, Хорватія та Афганістан. POF спеціалізується на виробництві комерційних вибухових речовин, мисливських боєприпасів і має великі потужності для виробництва латунних, мідних і алюмінієвих зливків. Його швейна фабрика виготовляє військову форму і також може задовольнити потреби цивільного сектора.
Починаючи з 2010-х років, Пакистан прагнув просунутися вперед на своєму експортному ринку, але стикався з труднощами через міжнародні правила, встановлені ООН. 
У 2017 році POF оголосив, що відкриває філію в Об'єднаних Арабських Еміратах і орієнтується на ринки Близького Сходу, що мають високий попит на таку продукцію.  
Під час російського вторгнення в Україну POF постачав зброю та боєприпаси українським військовим, зокрема: 122-мм осколково-фугасні ракети Yarmuk , 122-мм гаубичні снаряди, 155-мм гарматні снаряди, картузні метальні заряди M4A2, капсулі M82, запали PDM, 120 мм фугасні мінометні постріли M44A2.
130-мм снаряди, 40-мм протитанкові боєприпаси для РПГ-7,
12,7×99 мм, 12,7×108 мм і 7,62×54 мм патрони. 

## Інциденти
21 серпня 2008 року промисловий комплекс POF у кантонменті Вах став жертвою подвійного вибуху смертників терористичної організації Техрік-е-Талібан Пакистан. Внаслідок теракту загинуло 68 людей, 81 було поранено. 
12 серпня 2021 року внаслідок технічної несправності стався вибух на заводі у Ваху. Загинуло троє працівників, ще двоє отримали поранення. 